# Медресе Дуст чухра Агаси
Медресе Дуст чухра Агаси — медресе, находившееся в Бухаре (Узбекистан). Медресе не сохранилось до наших дней. Медресе Дуст чухра Агаси было построено в дуст чухра Агаси гузари в 1585 году во время правления Абдуллахана ибн Искандар-хана, правителя Бухарского ханства. По словам Абдурауфа Фитрата, сумма ежегодного пожертвования составляла 40 000 монет. Ученый-исследователь Абдусаттор Джуманазаров изучил ряд вакфных документов, относящихся к этому медресе, и привёл информацию, об медресе. Документы об этом медресе сохранились в двух экземплярах. Эти вакфные документы являются копиями и были скопированы во время правления эмира Бухары Амира Шахмурада (1741—1800). Медресе было отделано тесаным кирпичом, ганчем, деревом и камнем. К западу от медресе находилась улица, к северу-дворы и улица Мирзы Ширин ибн Мирзы Бахадура и Токлибека и др. К востоку-дворы, а к югу-улица. Для медресе было пожертвовано два магазина в дуст-чухра-Агаси гузари и один в Регистане, 60 в Сариасии, 350 в деревне Даштиван, 282 в деревне Джиан Али, 350 в деревне Ривди и 220 в других районах. Строителем медресе был человек являющийся одним из самых близких людей Абдуллахана II. Поэтому Абдуллахан II назначил его ответственным за безопасность. Он даже служил послом. Абдул-хан II отправил его послом в город Кашгар в 1587 году. Медресе было названо так, потому что Агаси чухра, жил в Шу Гузаре. Садри Зия писал, что в этом медресе было 10 келий. Медресе Дуст чухра Агаси состояло из 10 келий. Это медресе построено в стиле среднеазиатской архитектуры. Это медресе было построено из прочного кирпича, дерева, камня и ганча.